# Amtsgericht Marienburg
Das Amtsgericht Marienburg war ein preußisches Amtsgericht mit Sitz in Marienburg.

## Geschichte
In Marienburg bestand von 1849 bis 1879 das Kreisgericht Marienburg. Das königlich preußische Amtsgericht Marienburg wurde mit Wirkung zum 1. Oktober  1879 als eines von acht Amtsgerichten im Bezirk des Landgerichtes Elbing im Bezirk des Oberlandesgerichtes Marienwerder gebildet. Der Sitz des Gerichtes war Marienburg. Sein Gerichtsbezirk umfasste den Kreis Marienburg ohne die Teile, die dem Amtsgericht Tiegenhof zugeordnet waren sowie aus dem Kreis Stuhm die Amtsbezirke Lichtfelde und Posilge und den Amtsbezirk Teschendorf ohne den Gemeindebezirk Grünhagen. Am Gericht bestanden 1880 vier Richterstellen. Das Amtsgericht war damit ein großes Amtsgericht im Landgerichtsbezirk. Der kleine, westlich der Nogat gelegene Teil des Amtsgerichtsbezirk kam aufgrund des Versailler Vertrages 1919 an die Freie Stadt Danzig.
Im Jahre 1945 wurde der Amtsgerichtsbezirk unter polnische Verwaltung gestellt, und die deutschen Einwohner wurden vertrieben. Damit endete auch die Geschichte des Amtsgerichtes Marienburg. Unter polnischer Verwaltung entstand das Sąd Rejonowy w Malborku (1950–1975: Sąd Powiatowy w Malborku).